# 지-투 컴부카
지투 컴부카(Ji-Tu Cumbuka, 1940년 3월 4일 ~ 2017년 7월 4일)는 미국의 배우이다.
몽고메리에서 태어났으며 애틀랜타에서 사망하였다.

## 출연 작품
- 미드나잇 에디션 (1993년)
- 포춘 (1987년)
- 런어웨이 (1986년)
- 유쾌한 감방 (1985년)
- 정글의 플레이보이 (1985년)
- 백만장자 브루스터 (1985년) - 멜빈 역
- 최후의 9일 (1978년)
- 폭소 대소동 (1977년)
- 안젤라 (1977년)
- 바운드 포 글로리 (1976년)
- 만딩고 (1975년)
- 로스트 인 더 스타스 (1974년)
- 모리 (1973년)
- 뜨거운 우정 (1971년)
- 체인지 오브 해빗 (1969년)

### 텔레비전
- 코작 (1973년)
- A 특공대 - TV시리즈 (1983년)
- 낫츠 랜딩 (1979년)
- 스파이 작전 (1979, A Man Called Sloane)
- 뿌리 (1977년)
- 아이언 사이드 (1967년)